# Cratere Chamberlin (Marte)
Chamberlin è un cratere sulla superficie di Marte.
Il cratere è dedicato al geologo statunitense Thomas Chrowder Chamberlin.